# Автошляхи Боснії і Герцеговини
Список автошляхів Боснії і Герцеговини включає в себе тільки національні автомагістралі Боснії і Герцеговини без урахування європейських маршрутів.

## Позначення
Магістралі в Боснії і Герцеговині позначаються літерою M (однаковою в латинській і кириличному алфавітах), що відповідає словосполученню  Magistralna cesta  в  хорватській і боснійській мовах і словосполученню магистрални пут  /  magistralni put  в сербській мові. Далі йдуть дефіс і номер.

## Рух
Магістралі в Боснії і Герцеговині є абсолютно безкоштовними. Деякі з них ведуть в бік державного кордону Боснії і Герцеговини з Сербією, Хорватією або Чорногорією. Для перетину кордону проходиться традиційний паспортний і митний контроль.

## Магістралі
| Номер | Початок (північ / захід)      | Кінець (південь / схід)      | Міста на шляху                                                           | Протяжність |
| ----- | ----------------------------- | ---------------------------- | ------------------------------------------------------------------------ | ----------- |
|       | Ораш'є / Хорватія             | Тузла                        |                                                                          | 73 км       |
|       | Неум / Хорватія               | Неум / Хорватія              |                                                                          | 9,3 км      |
|       | Нові-Град / Хорватія          | Кракай / Сербія              | Прієдор - Баня-Лука - Добой - Тузла                                      | 260 км      |
|       | Велика Кладуша                | Србляни                      |                                                                          | 48 км       |
|       | Бихач / Хорватія              | Вишеград / Сербія            | Босански-Петровац - Ключ - Яйце - Доні-Вакуф - Травник - Сараєво - Пале  | 505 км      |
|       | Груде / Хорватія              | Требинє / Чорногорія         |                                                                          | 200 км      |
|       | Ресановци / Хорватія          | Гацько                       | Босансько-Грахово - Ливно - Посуш'є - Широкі Брієг - Мостар              | 290 км      |
|       | Фоча                          | Чорногорія                   |                                                                          | 20 км       |
|       | Рипач                         | Хорватія                     |                                                                          | ?           |
|       | Бихач                         | Драксениц / Хорватія         | Босанська Крупа - Нові Град                                              | 130 км      |
|       | Драксениц                     | Шепак                        | Градишка - Дервента - Босански Брод - Свилай - Модрича - Брчко - Бієлина | 275 км      |
|       | Босанська Крупа               | Босансько-Грахово / Хорватія | Босански-Петровац - Дрвар                                                | 130 км      |
|       | Козарська Дубиця              | Томиславград                 | Прієдор - Ключ - Мрконич-Град - Гламоч - Ливно                           | 270 км      |
|       | Босанська Градишка / Хорватія | Казагинац / Хорватія         | Баня-Лука - Яйце - Доні-Вакуф - Бугойно - Купрес - Ливно                 | 235 км      |
|       | Клашнице                      | Дервента                     | Прнявор                                                                  | 70 км       |
|       | Бугойно                       | Ябланица                     | Горни-Вакуф                                                              | ?           |
|       | Казагинац                     | Присика / Хорватія           |                                                                          | 5 км        |
|       | Травник                       | Бугойно                      |                                                                          | ?           |
|       | Босанскі-Шамац / Хорватія     | Чаплина / Хорватія           | Модрича - Добой - Зениця - Сараєво - Ябланица - Мостар                   | 400 км      |
|       | Дервента                      | Которско                     |                                                                          | 24 км       |
|       | Мостар                        | Неум                         | Столац                                                                   | 40 км       |
|       | Бієліна / Сербія              | Шчепан-Поле / Чорногорія     | Тузла - Сараєво - Фоча                                                   | 315 км      |
|       | Шепак / Сербія                | Сараєво                      | Зворник - Хан-Пиесак                                                     | 150 км      |
|       | Кладань                       | Власениця                    |                                                                          | 30 км       |
|       | Подромания                    | Месичи                       | Рогатиця                                                                 | 45 км       |
|       | Устипрача                     | Иваница                      | Горажде - Фоча - Гацько - Требинє                                        | 240 км      |